# Рејлроуд (Пенсилванија)
Рејлроуд (енгл. Railroad) град је у америчкој савезној држави Пенсилванија.

## Демографија
По попису из 2010. године број становника је 278, што је 22 (-7,3%) становника мање него 2000. године.
| Група             | 2000.       | 2010.       |
| Белци             | 287 (95,7%) | 272 (97,8%) |
| Афроамериканци    | 5 (1,7%)    | 4 (1,4%)    |
| Азијати           | 0 (0,0%)    | 0 (0,0%)    |
| Хиспаноамериканци | 2 (0,7%)    | 0 (0,0%)    |
| Укупно            | 300         | 278         |